# Franciscus Gomarus
Franciscus Gomarus či též François Gomaer (30. ledna 1563, Bruggy – 11. ledna 1641, Groningen) byl nizozemský kalvinistický teolog, který se proslavil svým sporem o predestinaci s Jakubem Arminiem a jeho žáky.

## Život
Narodil se na území dnešní Belgie, tedy v katolickém kraji. Jeho rodiče, kteří konvertovali k protestantismu, emigrovali v roce 1578 z jeho rodných Brugg do Falckého kurfiřtství, kde mohli svobodně vyznávat svou novou víru. Syna poslali na studia do Štrasburku, kde ho vedl Johann Sturm. Zůstal tam tři roky a pak v roce 1580 odešel do Neustadtu. Zde byli jeho učiteli teologie Zacharias Ursinus (1534–83), Girolamo Zanchi (1560–90) a Daniel Tossanus (1541–1602). Na konci roku 1582 navštívil Anglii, kde navštěvoval přednášky Johna Rainoldse (1549–1607) v Oxfordu a přednášky Williama Whitakera v Cambridge. V Cambridge získal v roce 1584 i titul a poté odešel do Heidelbergu, kde na zdejší univerzitě získal doktorský titul. Poté byl pastorem holandské reformované církve ve Frankfurtu (1587–1593), než byli místní protestanti donuceni k odchodu. V roce 1594 byl jmenován profesorem teologie na univerzitě v Leidenu. Učil zde až do roku 1603, kdy se Jakub Arminius stal jedním z jeho kolegů na teologické fakultě a začal vyučovat to, co Gomarus považoval za „pelagiánskou doktrínu“. Gomarus se okamžitě vážně postavil proti Arminiovým názorům. Arminius spásu spojoval s vírou a její všemohoucností, Gomarus věřil v naprostou předurčenost ke spáse. Gomarus se stal vůdcem odpůrců Arminia, kteří vešli ve známost jako Gomaristé či antiremonstrantisté, kdežto arminianisté byli zváni většinou remonstrantisté. Dvakrát se zapojil do osobní disputace s Arminiem na shromáždění nizozemských stavů, v roce 1608 a 1609. Gomarus ovšem na univerzitě prohrál, načež rezignoval na svůj post a v roce 1611 odešel do Middelburgu, kde se stal kazatelem a vyučoval teologii a hebrejštinu na nově založené Illustre Schule. Poté byl v roce 1614 povolán na katedru teologie na Akademii v Saumuru, kde zůstal čtyři roky, a poté přijal post profesora teologie a hebrejštiny v Groningenu, kde zůstal až do své smrti. Ještě předtím však na synodě v Dortu (Dordrechtu) roku 1618 dosáhl jistého obratu ve svém sporu. Znovu zaútočil na arminianisty (sám Arminius však již nežil) a dosáhl i určitých politických úspěchů. Remonstrant Johan van Oldenbarnevelt byl popraven, další z Arminiových žáků Hugo Grotius byl odsouzen na doživotí, ale s pomocí své ženy se mu podařilo utéct a trestu se vyhnout. Gomarus proslul též svým antisemitismem. Navzdory svému postavení profesora hebrejštiny naléhal, aby byla na Židy uvalena omezení. Podílel se také na revizi nizozemského překladu Starého zákona v roce 1633.